# Andryale à feuilles entières
Espèce
Classification phylogénétique
Andryala integrifolia, l'Andryale à feuilles entières ou Andryale sinueuse, est une espèce de plante à fleurs de la famille des Astéracées originaire de la région méditerranéenne, et désormais largement répandue en France.

## Description
C'est une plante herbacée.

### Caractéristiques
Voir Lamarck et al. Flore Française (1815),
- organes reproducteurs :
  - Type d'inflorescence :  capitule
  - répartition des sexes : hermaphrodite
  - Type de pollinisation : entomogame
  - Période de floraison : juillet à septembre
- graine :
  - Type de fruit : akène
  - Mode de dissémination : épizoochore
- Habitat et répartition :
  - Habitat type : friches annuelles, nitrophiles, thermophiles, estivales, mésohydriques
  - Aire de répartition : méditerranéen(eury)-atlantique(eury)

## Synonymes
- Andryala aestivalis Pomel
- Andryala allochroa Hoffmanns. & Link
- Andryala corymbosa Lam.
- Andryala dissecta Hoffmanns. & Link
- Andryala gracilis Pau
- Andryala humilis Pau
- Andryala integrifolia var. angustifolia DC.
- Andryala integrifolia var. corymbosa (Lam.) Willd.
- Andryala integrifolia var. floccosa Svent.
- Andryala integrifolia var. gracilis (Pau) Maire
- Andryala integrifolia var. nigricans (Poir.) Baratte
- Andryala integrifolia var. sinuata (L.) Willk.
- Andryala integrifolia subsp. undulata
- Andryala reboudiana Pomel
- Andryala sinuata L.
- Andryala undulata J.Presl & C.Presl
- Rothia runcinata Roth